# Ollerías (Tomave)
Ollerías (auch: Ollería) ist eine Ortschaft im Departamento Potosí im Hochland des südamerikanischen Andenstaates Bolivien.

## Lage im Nahraum
Ollerías liegt in der Provinz Antonio Quijarro und ist eine von 20 Ortschaften im Cantón Titcatica im Municipio Tomave. Die Siedlung liegt auf einer Höhe von 3674 m am rechten, östlichen Ufer des Río Ollerías, dicht unterhalb der Mündung des von Osten zufließenden Río Cataviwaykho, und führt flussabwärts über den Río Chakeri zum Río Tumusla, der zum Flusssystem des Río de la Plata gehört.

## Geographie
Ollerías liegt auf dem Altiplano im zentralen Bolivien zwischen der Cordillera de Chichas im Südwesten und der Cordillera Central im Nordosten.
Die mittlere Durchschnittstemperatur der Region liegt bei etwa 11 °C (siehe Klimadiagramm Potosí), die monatlichen Durchschnittstemperaturen schwanken zwischen 8 °C im Juni/Juli und gut 13 °C von November bis März. Der Jahresniederschlag beträgt nur etwa 350 mm, bei einer ausgeprägten Trockenzeit von April bis Oktober mit Monatsniederschlägen zwischen 0 und 15 mm, und einer kurzen Feuchtezeit von Dezember bis Februar mit Monatsniederschlägen von gut 70 mm.

## Verkehrsnetz
Ollerías liegt in einer Entfernung von 133 Straßenkilometern südwestlich von Potosí, der Hauptstadt des Departamentos.
Von Potosí aus führt die Nationalstraße Ruta 5 über die Ortschaften Porco, Chaquilla, Yura und Ticatica nach Ollerías und weiter über Pulacayo nach Uyuni am Salzsee Salar de Uyuni. Am nördlichen Ortseingang von Ollerías zweigt eine unbefestigte Nebenstraße nach Südosten ab und erreicht im weiteren Verlauf die Ortschaft Pajcha.

## Bevölkerung
Die Einwohnerzahl der Ortschaft ist in dem Jahrzehnt zwischen den beiden letzten Volkszählungen nahezu unverändert geblieben:
| Jahr | Einwohner         | Quelle       |
| ---- | ----------------- | ------------ |
| 1992 | keine Detaildaten | Volkszählung |
| 2001 | 92                | Volkszählung |
| 2012 | 88                | Volkszählung |
| 2024 |                   | Volkszählung |

Die Region weist einen hohen Anteil an Quechua-Bevölkerung auf, im Municipio Tomave sprechen 92,0 Prozent der Bevölkerung die Quechua-Sprache.